# Henri-Louis Chapon
Pour les articles homonymes, voir Chapon (homonymie).
Henri-Louis Chapon est un évêque français, né à Saint-Brieuc le 14 mars 1845 et mort en 1925 à Nice.

## Biographie
Après des études au séminaire d’Orléans, il est ordonné prêtre le 22 mai 1869.
Le 15 novembre 1871, il est nommé à la paroisse d’Orléans. En 1874, il est vicaire à la cathédrale d’Orléans puis secrétaire particulier de  Félix Dupanloup.
Le 30 mai 1896, il devient évêque de Nice. 
Libéral, proche des idées de Léon XIII, il se rallie à la République (Ralliement) mais joue un rôle non négligeable contre la loi de Séparation de 1905.

## Distinction
- Chevalier de la Légion d'honneur (3 avril 1920)[1]